# Sébastien Gimbert
Pour les articles homonymes, voir Gimbert.
Sébastien Gimbert est un pilote de vitesse moto français né à Puy-en-Velay le 9 septembre 1977. 

## Biographie
Il a commencé sa carrière en Grand Prix en 1996 sur Honda en 250 cm3 au Grand Prix de France, son unique participation dans la saison, ainsi qu'en 1997 toujours sur Honda.
En 1996 et 1997, il est Champion de France catégorie 250 cm3.
1998 le voit passer à la catégorie reine, la 500 cm3 pendant 2 saisons sur Honda. Sa dernière saison en 2000, il participe au championnat 500 cm3 pour les 4 premiers Grand Prix de la saison ainsi qu'en catégorie 250 cm3 pour la fin de saison.
Il a marqué 19 points au championnat du monde des pilotes catégorie 250 cm3 et 25 points en catégorie 500 cm3.
En 2000, 2002 et 2005, il remporte les 24 Heures du Mans moto,en 2002, 2003 et 2007 le Bol d'or, ainsi que les 24 Heures de Spa-Francorchamps moto en 2003.

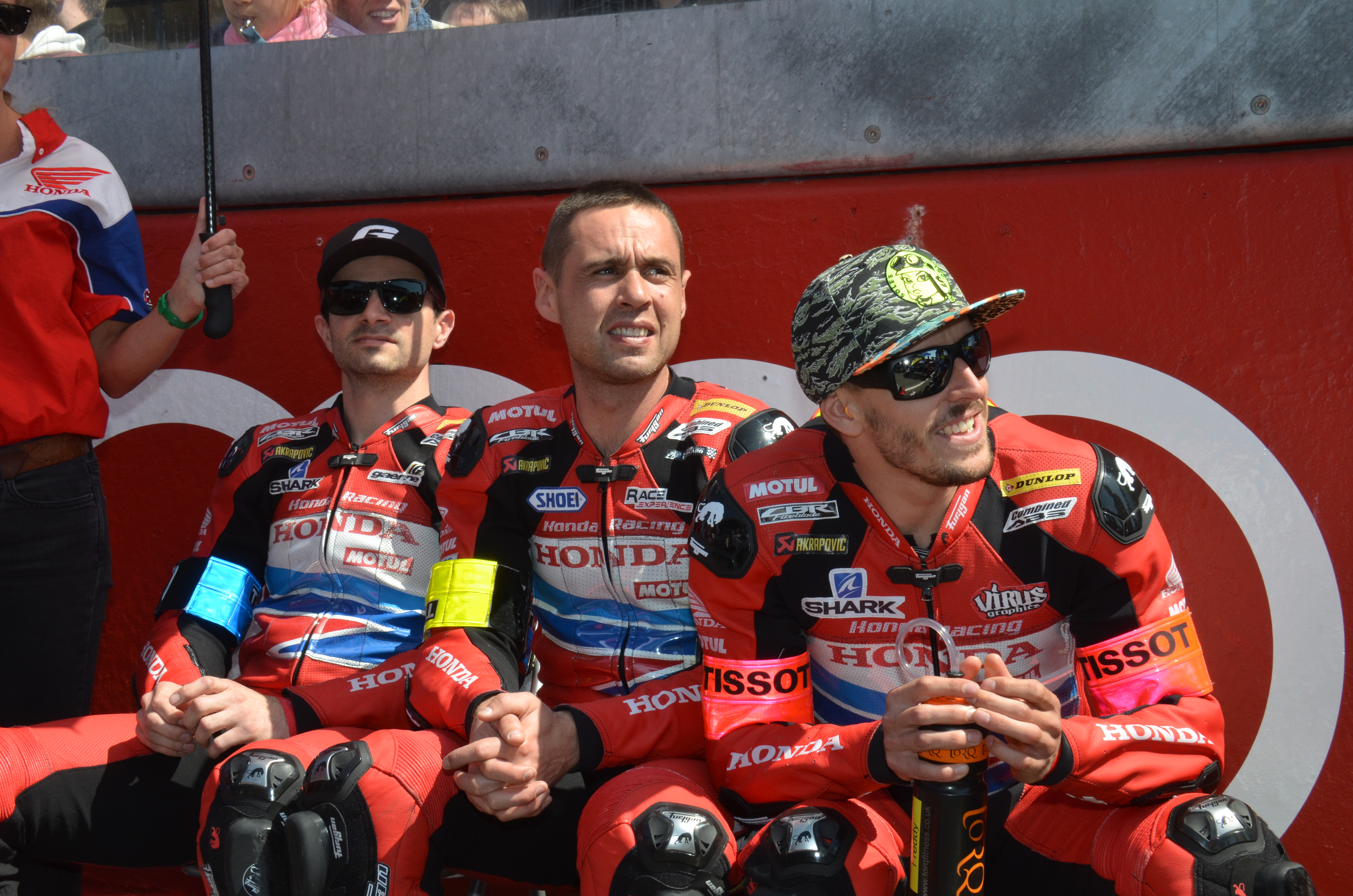

## Carrière en Grand Prix
| Année | Cat.    | Équipe | Moto      | GP | Vict. | Podiums | Poles | Mtour | Pts | Position |
| ----- | ------- | ------ | --------- | -- | ----- | ------- | ----- | ----- | --- | -------- |
| 1996  | 250 cm³ |        | Honda     | 1  | 0     | 0       | 0     | 0     | -   | -        |
| 1997  | 250 cm³ |        | Honda     | 1  | 0     | 0       | 0     | 0     | 3   | 32e      |
| 1998  | 500 cm³ |        | Honda     | 10 | 0     | 0       | 0     | 0     | 4   | 30e      |
| 1999  | 500 cm³ |        | Honda     | 16 | 0     | 0       | 0     | 0     | 16  | 19e      |
| 2000  | 500 cm³ |        | Honda     | 4  | 0     | 0       | 0     | 0     | 5   | 22e      |
| 2000  | 250 cm³ |        | TSR-Honda | 12 | 0     | 0       | 0     | 0     | 16  | 22e      |